# Kelley Barracks

Hauptquartier des US Africa Command, Kelley Barracks, Stuttgart

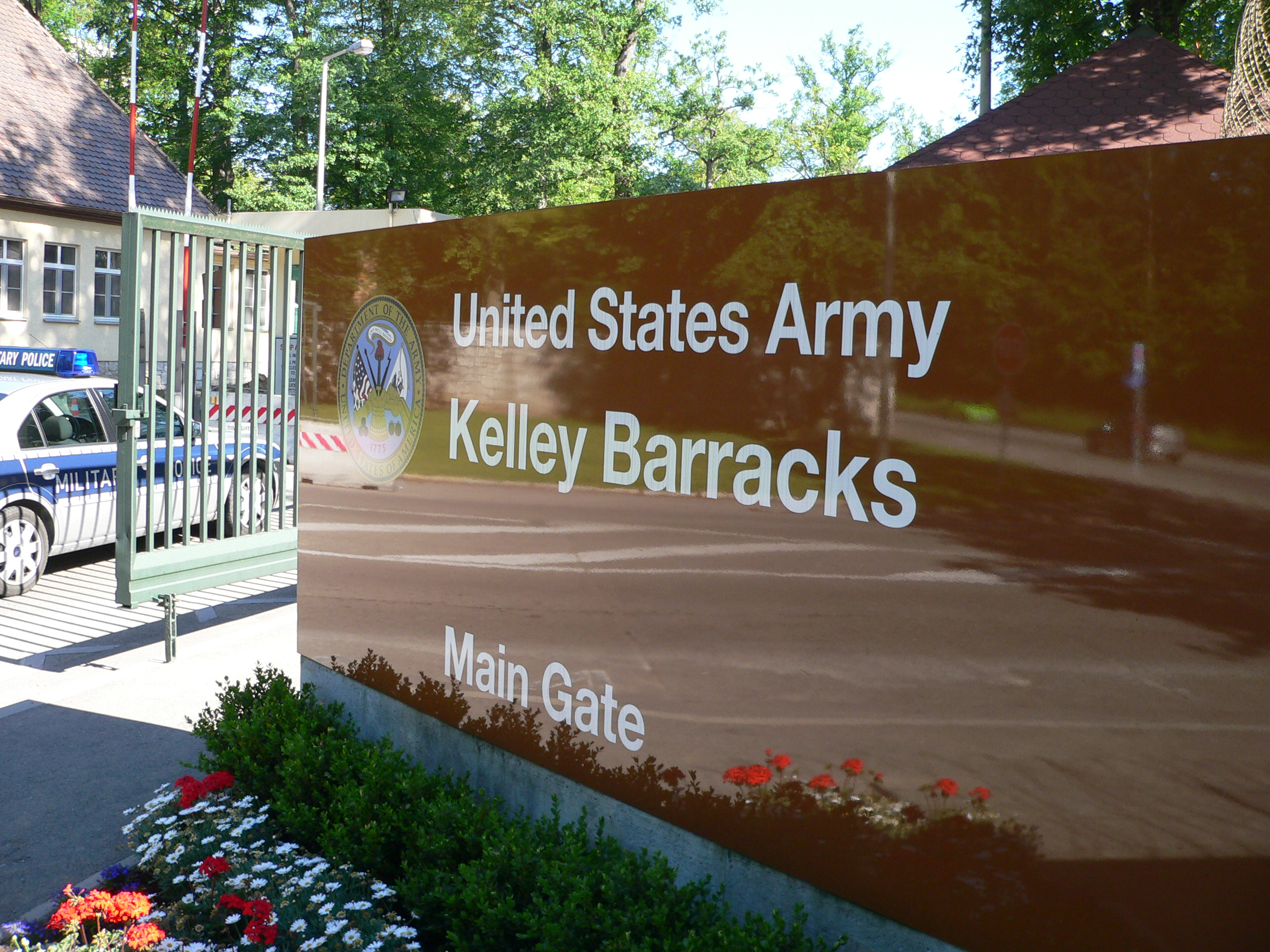
Zufahrtstor zu den Kelley Barracks

Die Kelley Barracks sind ein Militärstützpunkt der US-Streitkräfte in Stuttgart. Sie befinden sich sieben Kilometer südlich der Innenstadt zwischen den Stadtbezirken Möhringen und Plieningen.
Die Einrichtung geht auf die 1938 errichtete Helenen-Kaserne der Wehrmacht zurück, die nach dem Zweiten Weltkrieg von der US-Besatzungsmacht übernommen und in Kelley Barracks umbenannt wurde. Namensgeber ist Jonah E. Kelley, ein Unteroffizier der United States Army, der für seine Leistungen im Zweiten Weltkrieg postum mit der Medal of Honor ausgezeichnet wurde.
Auf dem Gelände der Kelley Barracks befinden sich u. a. ein Theater, Restaurants und ein Hotel.
Bis 1992 befand sich hier das Hauptquartier des VII. US-Korps, seit Herbst 2007 befindet sich hier das Hauptquartier des United States Africa Command (AFRICOM).